# Mistrzostwa Czech w Lekkoatletyce 2004
35. Mistrzostwa Czech w Lekkoatletyce – zawody lekkoatletyczne, które odbyły się w dniach 25–26 czerwca 2004 na Stadionie Miejskim w Pilźnie.

## Rezultaty

### Mężczyźni
| Konkurencja:                  | Złoto                                                               | Wynik    | Srebro                                                           | Wynik    | Brąz                                                                   | Wynik    |
| Bieg na 100 m                 | Martin Břeň                                                         | 10,46    | Rostislav Šulc                                                   | 10,51    | Roman Zubek                                                            | 10,56    |
| Bieg na 200 m                 | Jiří Vojtík                                                         | 20,69    | Rudolf Götz                                                      | 21,38    | Jan Mazanec                                                            | 21,47    |
| Bieg na 400 m                 | Jan Hanzl                                                           | 46,44    | Karel Bláha                                                      | 46,74    | Václav Bláha                                                           | 46,92    |
| Bieg na 800 m                 | Michal Šneberger                                                    | 1:48,38  | Stanislav Tábor                                                  | 1:50,74  | David Maťašovský                                                       | 1:51,69  |
| Bieg na 1500 m                | Vladimír Bartůněk                                                   | 4:04,34  | Vladimír Pospíšil                                                | 4:05,05  | Petr Hubáček                                                           | 4:05,48  |
| Bieg na 5000 m                | Martin Kučera                                                       | 14:54,58 | Lubomír Pokorný                                                  | 14:55,66 | Pavel Trňáček                                                          | 14:57,19 |
| Bieg na 10 000 m              | Róbert Štefko                                                       | 29:55,46 | Lubomír Pokorný                                                  | 30:08,87 | Jan Kreisinger                                                         | 30:41,86 |
| Bieg uliczny na 10 km         | Róbert Štefko                                                       | 30:43    | Pavel Faschingbauer                                              | 30:57    | Jan Bláha                                                              | 31:24    |
| Bieg przełajowy na 4 km       | Michael Nejedlý                                                     | 12:08    | František Zouhar                                                 | 12,10    | Petr Mikulenka                                                         | 12:20    |
| Bieg przełajowy na 10 km      | Pavel Faschingbauer                                                 | 31,48    | Jan Kreisinger                                                   | 32:06    | David Gerych                                                           | 35:59    |
| Bieg górski                   | Miroslav Vítek                                                      | 35:23    | Jan Bláha                                                        | 35,48    | David Gerych                                                           | 34:47    |
| Półmaraton                    | Róbert Štefko                                                       | 1:05:49  | Jan Bláha                                                        | 1:08:24  | Mulugeta Serbessa                                                      | 1:08:42  |
| Maraton                       | Róbert Štefko                                                       | 2:12:35  | Mulugeta Serbessa                                                | 2:18:01  | Pavel Novák                                                            | 2:18:48  |
| Bieg na 110 m przez płotki    | Stanislav Sajdok                                                    | 13,79    | Jan Čech                                                         | 13,96    | Roman Šebrle                                                           | 14,32    |
| Bieg na 400 m przez płotki    | Jiří Mužík                                                          | 49,20    | Michal Uhlík                                                     | 50,26    | Jaroslav Růža                                                          | 51,33    |
| Bieg na 3000 m z przeszkodami | Michael Nejedlý                                                     | 8:45,40  | František Zouhar                                                 | 8:56,79  | Petr Mikulenka                                                         | 9:03,71  |
| Sztafeta 4 × 100 m            | Slavia Praha Petr Šarapatka Jan Stokláska Rudolf Götz Martin Bohman | 40,82    | Dukla Praha Tomáš Knebl Stanislav Sajdok Tomáš Zumr Filip Klvaňa | 41,22    | Spartak Praha 4 Karel Kolečko Vojtěch Šulc Rostislav Šulc Ondřej Benda | 41,38    |
| Sztafeta 4 × 400 m            | Slavia Praha Petr Šarapatka Petr Habásko Michal Uhlík Václav Bláha  | 3:09,69  | TEPO Kladno Pavel Jiráň Aleš Veselý Miroslav Kaplan Jan Hanzl    | 3:12,52  | Slavia Praha B Jindřich Šimánek Josef Prorok Tomáš Douběta Rudolf Götz | 3:12,97  |
| Chód na 20 km                 | Miloš Holuša                                                        | 1:25:12  | David Šnajdr                                                     | 1:28:43  | Pavel Svoboda                                                          | 1:30:01  |
| Chód na 50 km                 | Jiří Malysa                                                         | 4:24:51  | Milan Švehla                                                     | 4:29:29  | František Párys                                                        | 4:56:59  |
| Skok wzwyż                    | Svatoslav Ton                                                       | 2,33     | Tomáš Janků                                                      | 2,33     | Jaroslav Bába                                                          | 2,30     |
| Skok o tyczce                 | Adam Ptáček                                                         | 5,45     | Aleš Hončl                                                       | 5,35     | Miroslav Telecký                                                       | 5,20     |
| Skok w dal                    | Petr Lampart                                                        | 7,92     | Tomáš Borek                                                      | 7,77     | Tomáš Pour                                                             | 7,58     |
| Trójskok                      | Tomáš Cholenský                                                     | 16,05    | Milan Kovář                                                      | 15,97    | Petr Hnízdil                                                           | 15,91    |
| Pchnięcie kulą                | Petr Stehlík                                                        | 19,90    | Antonín Žalský                                                   | 19,57    | Josef Rosůlek                                                          | 19,01    |
| Rzut dyskiem                  | Libor Malina                                                        | 64,17    | Arnošt Holovský                                                  | 56,73    | Tomáš Jirásek                                                          | 54,31    |
| Rzut młotem                   | Vladimír Maška                                                      | 73,65    | Lukáš Melich                                                     | 73,17    | Pavel Žák                                                              | 61,30    |
| Rzut oszczepem                | Radek Pejřimovský                                                   | 75,48    | Petr Bělunek                                                     | 73,69    | Vít Šimeček                                                            | 71,08    |
| Dziesięciobój                 | Jan Poděbradský                                                     | 7501     | Milan Kohout                                                     | 7268     | Václav Krejčíř                                                         | 7110     |

### Kobiety
| Konkurencja:                  | Złoto                                                                      | Wynik        | Srebro                                                                             | Wynik    | Brąz                                                                                  | Wynik    |
| Bieg na 100 m                 | Štěpánka Klapáčová                                                         | 11,70        | Hana Benešová                                                                      | 11,70    | Tereza Košková                                                                        | 11,97    |
| Bieg na 200 m                 | Štěpánka Klapáčová                                                         | 23,62        | Hana Benešová                                                                      | 23,73    | Lucie Martincová                                                                      | 24,28    |
| Bieg na 400 m                 | Zuzana Bergrová                                                            | 54,95        | Michaela Rinková                                                                   | 55,19    | Jitka Bartoničková                                                                    | 55,71    |
| Bieg na 800 m                 | Veronika Mráčková                                                          | 2:05,72      | Michaela Nová                                                                      | 2:06,78  | Lenka Masná                                                                           | 2:07,37  |
| Bieg na 1500 m                | Andrea Šuldesová                                                           | 4:15,92      | Simona Vrzalová                                                                    | 4:24,69  | Lucie Müllerová                                                                       | 4:24,95  |
| Bieg na 5000 m                | Vendula Frintová                                                           | 16:42,29     | Pavla Havlová                                                                      | 16:43,74 | Petra Kamínková                                                                       | 16:47,46 |
| Bieg na 10 000 m              | Petra Kamínková                                                            | 34:41,97     | Irena Petříková                                                                    | 34:53,53 | Eva Burdychová                                                                        | 36:10,18 |
| Bieg uliczny na 10 km         | Petra Kamínková                                                            | 35:35        | Irena Petříková                                                                    | 36:19    | Jana Klimešová                                                                        | 36:54    |
| Bieg przełajowy na 6 km       | Irena Petříková                                                            | 21:29        | Lucie Müllerová                                                                    | 21:37    | Eva Burdychová                                                                        | 22:07    |
| Bieg górski                   | Pavla Havlová                                                              | 40:40        | Irena Šádková                                                                      | 42:30    | Jana Mostecká                                                                         | 43:09    |
| Półmaraton                    | Radka Churáňová                                                            | 1:21:40      | Ivana Martincová                                                                   | 1:22:08  | Ivana Sekyrová                                                                        | 1:22:21  |
| Maraton                       | Radka Churáňová                                                            | 2:45:29      | Ivana Martincová                                                                   | 2:50:45  | Jana Klimešová                                                                        | 2:53:12  |
| Bieg na 100 m przez płotki    | Lucie Martincová                                                           | 13,18        | Michaela Hejnová                                                                   | 13,21    | Zuzana Hejnová                                                                        | 14,06    |
| Bieg na 400 m ppł             | Alena Rücklová                                                             | przez płotki | Lucie Jašová                                                                       | 1:00,31  | Ivana Sekyrová                                                                        | 1:00,32  |
| Bieg na 3000 m z przeszkodami | Michaela Mannová                                                           | 10:04,90     | Barbora Kuncová                                                                    | 10:23,11 | Anna Báčová                                                                           | 10:58,60 |
| Sztafeta 4 × 100 m            | USK Praha Tereza Košková Štěpánka Klapáčová Lenka Ostravská Hana Benešová  | 46,78        | SSK Vítkovice Michaela Rinková Veronika Kohútová Veronika Šrámková Denisa Ščerbová | 47,12    | Škoda Plzeň Kristýna Strejčková Pavlína Vostatková Iveta Kubová Jana Šmídová          | 47,27    |
| Sztafeta 4 × 400 m            | Spartak Praha 4 Lucie Koubková Alena Rücklová Lenka Šolcová Jana Polívková | 3:45,33      | Slavia Praha Lucie Jašová Tereza Čapková Jana Olivová Jitka Bartoničková           | 3:51,84  | Sokol České Budějovice Petra Racková Barbora Tomšíčková Lenka Matoušková Dana Šatrová | 3:58,73  |
| Chód na 20 km                 | Barbora Dibelková                                                          | 1:36:33      | Lenka Žídková                                                                      | 1:42:47  | Hana Herberová                                                                        | 1:51:47  |
| Skok wzwyż                    | Romana Dubnova                                                             | 1,84         | Barbora Laláková                                                                   | 1,84     | Zuzana Hlavoňová Oldřiška Marešová Iva Straková                                       | 1,84     |
| Skok o tyczce                 | Kateřina Baďurová                                                          | 4,51         | Pavla Hamáčková                                                                    | 4,15     | Michaela Boulová                                                                      | 4,10     |
| Skok w dal                    | Denisa Ščerbová                                                            | 6,68         | Lucie Komrsková                                                                    | 6,42     | Martina Darmovzalová                                                                  | 6,41     |
| Trójskok                      | Šárka Kašpárková                                                           | 14,01        | Martina Darmovzalová                                                               | 13,89    | Kateřina Hrabalová                                                                    | 13,41    |
| Pchnięcie kulą                | Jana Kárníková                                                             | 15,59        | Klára Chytrá                                                                       | 14,43    | Jitka Svatošová                                                                       | 14,13    |
| Rzut dyskiem                  | Věra Pospíšilová                                                           | 62,28        | Vladimíra Racková                                                                  | 57,94    | Jana Kárníková                                                                        | 48,15    |
| Rzut młotem                   | Lucie Vrbenská                                                             | 64,91        | Jana Hyjánková                                                                     | 56,64    | Lenka Ledvinová                                                                       | 54.72    |
| Rzut oszczepem                | Nikola Brejchová                                                           | 64,08        | Jarmila Klimešová                                                                  | 62,00    | Barbora Špotáková                                                                     | 59,60    |
| Siedmiobój                    | Michaela Hejnová                                                           | 6065         | Petra Šindelářová                                                                  | 5127     | Lucie Kostnerová                                                                      | 4898     |